# Шаппеллер, Карл

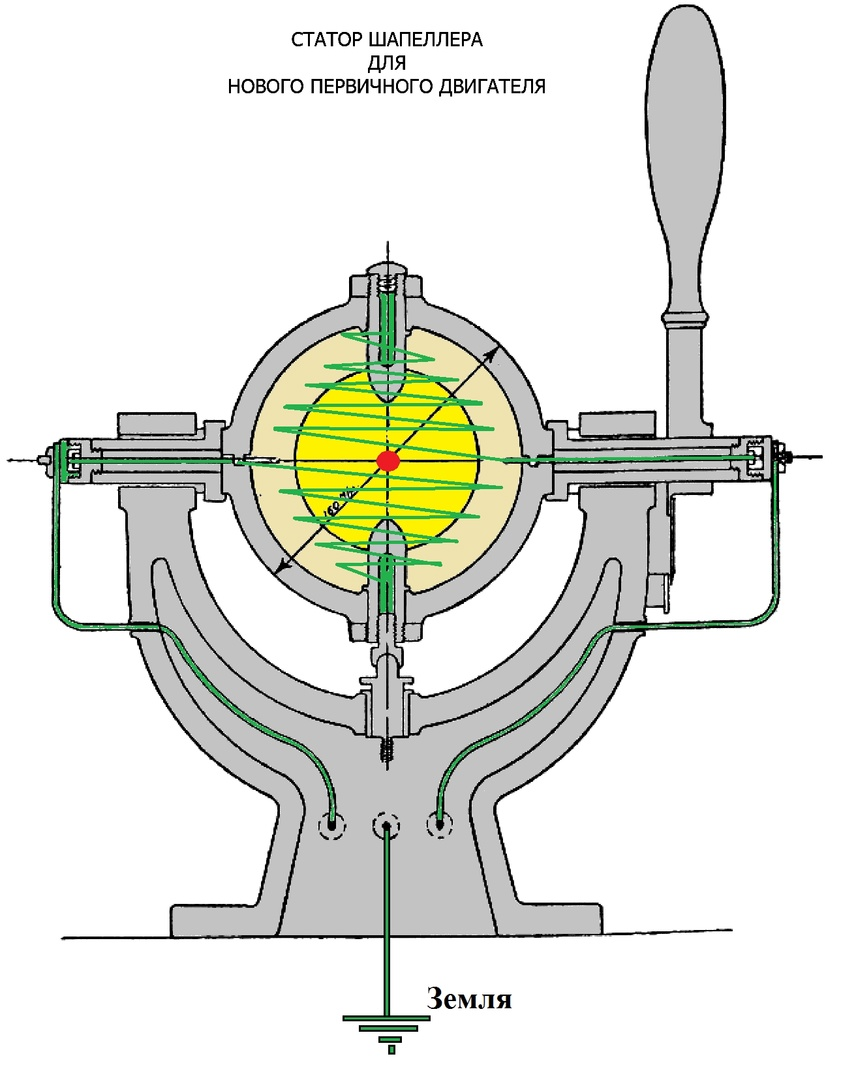

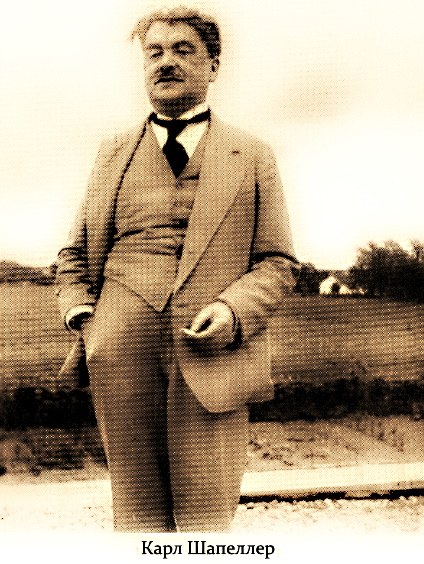
Карл Шапеллер

Карл Шаппеллер (нем. Carl Schappeller или Karl Schappeller) — австрийский изобретатель и философ.
Родился в 1875 году в Аурольцмюнстере/Верхней Австрии, умер в 1947 (было 72 года).
Шаппеллер утверждал, что обнаружил «Пространственную Силу» (Нем. «Raumkraft» Raum — пространство, kraft — энергия, сила) , форму энергии, которую можно было бы использовать для привода машин и двигателей.
Он нашёл много видных сторонников во время 1920-х и 30-х годов, но не сумел доказать и реализовать свои гипотезы.
Его концепции связанны с исследованием природы (натурфилософия), техническими изобретениями, предназначенными для улучшения общества и оккультизмом (тайными знаниями) и представляют собой распространенную парадигму в истории технических инноваций начала XX века.
Шапеллер обещал с его « Первично-Силовым Материализатором» (Urkraft-Stoffgewinnungsaggregaten) добывать серебро или платину из недр земли в чистом виде. Его «Машина для облагораживания вещества» (Stoffveredelungsmaschine) должна «биомагнитно» преобразовывать свинец или железо в золото.
Шапеллер сказал: «Любой обладатель Первичной Силы будет непобедим, а с постоянно работающей сельскохозяйственной техникой и удобрениями можно будет собирать три урожая в год, а социальные трудности должны будут уйти в прошлое.»

## Жизнь
Родился в июле 1874 года в бедном доме Аурольцмюнстера незаконнорожденным ребёнком. Из-за своего происхождения ему было отказано в высшем образовании или ученой степени, он прошёл обучение на плотника и стал работником почтового отделения в Атнанг-Пуххайм (Attnang-Puchheim) в 1901 году. Помимо этой деятельности, он занимается физикой, техникой и натурфилософией, читал лекции своим коллегам. Во время Первой мировой войны Шаппеллер был пехотинцем на Изонцо, затем — рано вышел на пенсию — уехал в Вену на несколько лет.
В 1920 году он обратился к государственному секретарю социал-демократов Юлиусу Дойчу (Julius Deutsch) и заявил, что сделал открытие, способное генерировать новую энергию. Шапеллер пытался склонить его к сотрудничеству, но этого не произошло.
В последующие годы Шапеллер стал искать новых сторонников своей идеи использования «Пространственной Силы».
В 1925 году компания, движущей силой которой был бенедиктинский прелат, христианский общественный член Национального совета и Основатель Тирольского издательства Эмилиан Шёпфер, приобрела заброшенный замок Аурольцмюнстер.
Шаппеллер должен был построить там центр исследования Первичной Силы с инженерами , техниками и лабораториями для экспериментов.
В общество также входят Даниэль Эттер, священник собора Зальцбурга, и австрийские предприниматели. Осенью 1925 года Шаппеллер переехал с семьей и служащими из Вены в Аурольцмюнстер в заброшенный замок. К 1930 году должна была состояться демонстрация «Первичной Машины», которая доказывала принцип физических гипотез Шапеллера.
Благодаря пожертвованию в размере полумиллиона рейхсмарок от бывшего немецкого Императора Вильгельма II началась реконструкция замка и создание лабораторий, и был сохранен роскошный образ жизни. В 1928 году сотрудники Гфёлльнер и Ветцель опубликовали брошюру «Космическая Сила Шаппеллера» и вступили в контакт с крупными немецкими группами в Мюнхене, что Шапеллер описал в письме Эмилиану Шёпферу как злое предательство.
В 1929 году наступил переломный момент. Вильгельм II увольняет своего управляющего активами Нитца, преемник которого считает заявление Шапеллера о восстановлении власти монархии с помощью космических технологий как необоснованное и приостанавливает все финансовые взносы в «Schappeller Group». Шапеллер впадает в отчаянье и просто сбегает с аукциона выкупа. Угроза банкротства, постоянные финансовые трудности и политические разногласия привели к краху клана Шаппеллера. Сотрудники Гфёлльнер и Ветцель уехали в Мюнхен и попытались неуполномоченными лицами найти способы реализовать идею Пространственной Силы.
Антисемит Йорг Ланц фон Либенфельс описал Карла Шаппеллера в 1930 году в журнале «Ariosophie» как «титана в технической и физической областях».
В 1932 году поиск сокровищ царя гуннов Аттилы появился в газетах как новая тема в связи с Шапеллером. По словам Радастхетена Алоиса Биндербергера, могила Аттилы находилась под замком, где, как полагали, он мог быть похоронен там с предметами и богатством. Раскопки прошли безуспешно.
Художник из Браунау Алоис Вах изначально был горячим поклонником и соучредителем проекта, но позже почувствовал финансовый ущерб и рассчитался с Шапеллером, опубликовав отчет: «Шин, хозяин числа 22 — правда о замке Аурольцмюнстер». («Schin, der Herr der Zahl 22 — Die Wahrheit über Schloss Aurolzmünster»)
В 1934 году английские инженеры-кораблестроители из Лондона посетили Шапеллера в Аурольцмюнстере, убедились в его идеях и подписали контракт, обязывающий Шаппеллера разработать судовой двигатель для английского флота.
В 1936 году для этой цели была основана компания «New Power Rotor Trust Company» (Ротор Новой Силы), открытая в Лондоне.
Сирил Дэвсон*(Cyril Davson), один из английских инженеров, после нескольких лет обучения в Аурольцмюнстере у Шаппеллера написал обширную рукопись «Первичное Состояние Материи» о своих физических концепциях и их возможных применениях.
*(Мог ли это быть другой изобретатель с именем Джон Серл?)
В 1935 году Шапеллер должен был прочитать Адольфу Гитлеру лекцию об «Изобретении Космической Энергии». Однако этого не случилось.
После присоединения Австрии в 1938 году Народный Немецкий Центр НСДАП конфисковал захваченный замок и использовал его для размещения немецких переселенцев, а также детского сада. Ныне совершенно обедневшая семья Шаппеллеров сохраняла право на жилье в тесной комнате.
В 1943 году Физическая-Комиссия НСДАП отправилась в Аурольцмюнстер, чтобы расследовать «предполагаемое изобретение» Шапеллера.

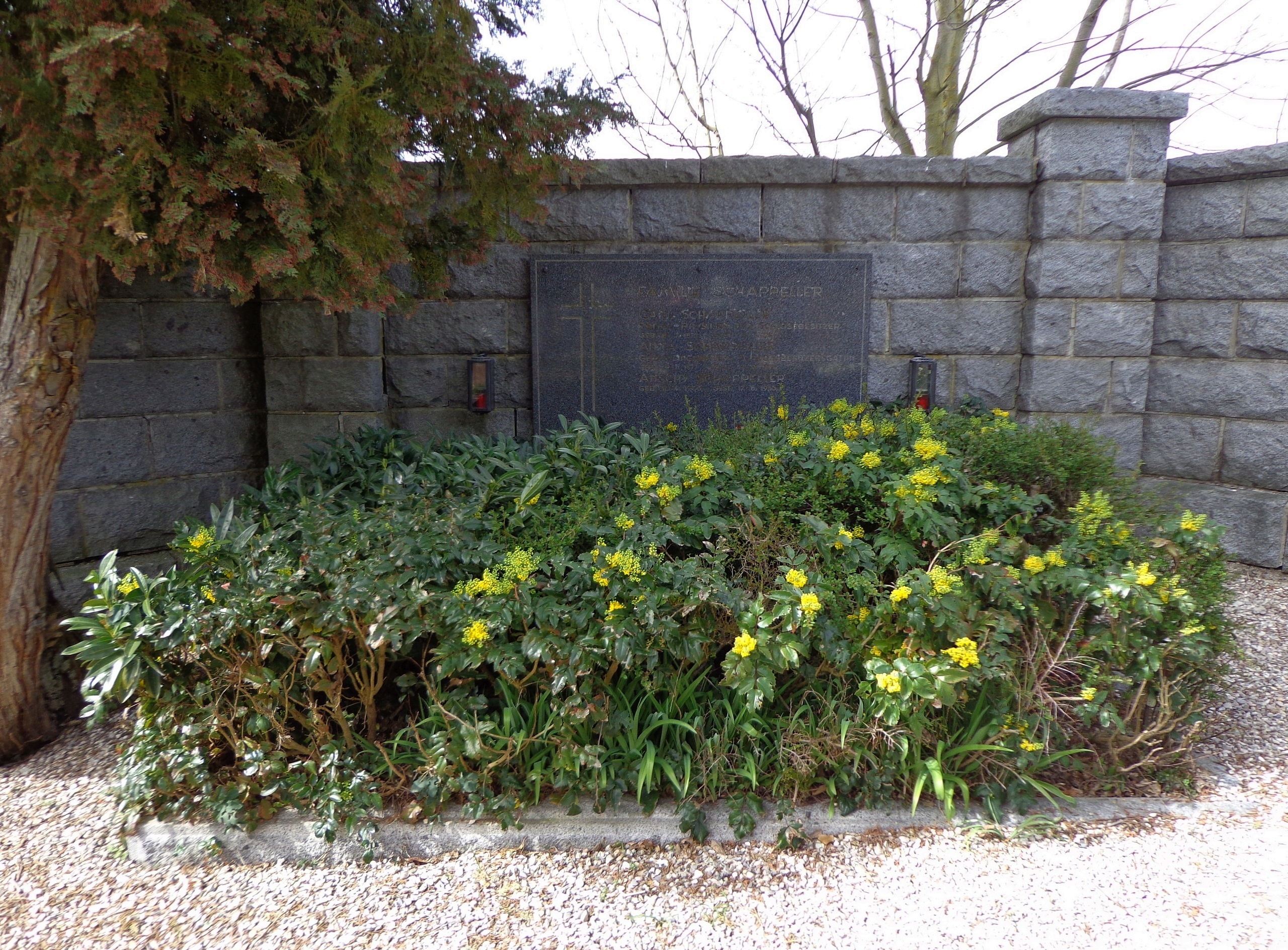
Могила Шаппеллера — кладбище Аурольцмюнстер

В отчете комиссии Рейхсфюреру СС Генриху Гиммлеру говорилось, что в случае с Шаппеллером не было «здорового физического мышления», а было «предположение натурфилософского характера, граничащее с патологией»,- «также наблюдается недостаток „мыслительной дисциплины“ (слабоумие), дальнейшую деятельность Шаппеллера следует предотвратить с помощью средств государственной полиции».
Шапеллер ограничился чтением лекций и умер в нищете 13 июля 1947 года в Аурольцмюнстере. Последним членом семьи, умершим в 1955 году, была их дочь Анши Шаппеллер.
Сын английского адмирала Филипп Криг, который руководил бизнесом «NPR Trust Company» остался на этом месте, ещё на год, в теперь заброшенном замке Аурольцмюнстер, прежде чем уехать в Англию, где его следы потеряны в лондонской психиатрической больнице.

## Другие упоминания
В 1930 году в Берлине было основано Государственное Трудовое Общество «Грядущая Германия» (Reichsarbeitsgemeinschaft «Das kommende Deutschland», RAG), издававшее научно-оккультный журнал «Weltdynamismus» и брошюру «Vril. Die kosmische Urkraft» («Врил. Космическая Первичная Сила»). В ней утверждалось, что можно создать летательные аппараты (ЛА) на ещё непознанной наукой силе «Врил». Этой книге предшествовала очень похожая на неё книга 1928 года двух австрийских учёных (Гфельнер и Ветцель, ученые из лаборатории Карла Шаппелера), о Врил и вечном двигателе.